# 11B97
11B97はソビエトで1978年から1986年にかけて開発された核電気ロケットエンジンである。16,000時間作動するために十分な推進剤と3年間の運転寿命を有する原子炉が設計された。100トンの重量物を静止軌道へ輸送する能力を備えたが実際には飛行しなかった。